# Blessd
Blessd, pseudonimo di Stiven Mesa Londoño (Itagüí, 27 gennaio 2000), è un cantante colombiano.

## Biografia
Blessd è salito alla ribalta dopo che Una, singolo di debutto, è andato virale a livello nazionale. Ha successivamente firmato un contratto con le etichette JM e Cigol, facenti parte del ramo latino della Warner, sotto cui viene pubblicato l'album in studio Hecho en Medellín, certificato platino dalla Recording Industry Association of America. Il disco contiene Medallo, una collaborazione con Justin Quiles e Lenny Tavárez, che è arrivata al numero uno nella hit parade della Promúsica Colombia e in top 40 in Spagna, dove è doppio platino.
Nella prima metà del 2022 è partita la sua prima tournée mondiale. Qualche mese più tardi è uscito Siempre Blessd, secondo disco in studio a superare la soglia delle 30 000 unità certificate dalla RIAA, che gli permetterà di ricevere la nomination agli MTV Europe Music Awards 2023 nella categoria di Best Latin America Central Act.
Nel gennaio 2024 viene presentato il terzo LP Si sabe (anch'esso oro negli Stati Uniti), mentre a giugno 2024 viene pubblicato l'EP collaborativo con Maluma, dal titolo 1 of 1. Il mese successivo viene annunciato il tour congiunto con Ryan Castro Ay Bendito Ghetto Tour, con tappe svoltesi in America del Nord tra novembre e dicembre 2024.

## Discografia

### Album in studio
- 2021 – Hecho en Medellín
- 2022 – Siempre Blessd
- 2024 – Si sabe
- 2024 – BlessDeluxury

### EP
- 2024 – 1 of 1 (con Maluma)

### Singoli
- 2019 – Una
- 2019 – Pensando en ti
- 2020 – Mala fama
- 2020 – Morena
- 2020 – Cuéntale
- 2020 – De buena (con Sael)
- 2020 – Confia en mi
- 2020 – Infiel
- 2020 – Los que decían (con Luis Mejía)
- 2020 – Clandestino
- 2020 – El bendito
- 2020 – Viernes social (con Yomo, Xantos, Alexis "Mr. A", Amaro e Kénsel Tell Them)
- 2020 – Lejanía (con Ryan Castro)
- 2020 – Unica
- 2021 – Imposible
- 2021 – La DT (con Kapla y Miky)
- 2021 – Mi niña
- 2021 – Dos problemas
- 2021 – De todo
- 2021 – Pasajero (con SOG, Ryan Castro e Nath)
- 2021 – Hace tiempo
- 2021 – Mal mal mal (con Nanpa Básico)
- 2021 – Te extraño (con Ovy on the Drums e i Piso 21)
- 2021 – Adicto (con Chesca e Nesi)
- 2021 – Horóscopo (con Javiielo e Dekko)
- 2021 – Parcera (con Maxiolly e Adso)
- 2021 – La oportunidad
- 2022 – Niña de mis sueños (con Ryan Castro)
- 2022 – Enchulao (con Beéle)
- 2022 – Tendencia global (con Blessd e Ovy on the Drums)
- 2022 – Instagram
- 2022 – 10 PM
- 2022 – Energía (con Rels B)
- 2022 – El mensaje
- 2022 – Bonita (con Fuego e Manuel Turizo)
- 2022 – Fumando (con Ryan Castro)
- 2023 – AP (con Foreign Teck)
- 2023 – Vice (con Pirlo)
- 2023 – Fendi & Valentino (con Dei V e Sahir)
- 2023 – Las morras (con Peso Pluma)
- 2023 – Verano (con Rvssian)
- 2023 – Palabras sobran
- 2023 – Billboard (con Ovy on the Drums)
- 2023 – El reloj (con Maluma)
- 2023 – Mientras no vuelves (con Blessd e DannyLux)
- 2023 – Ojos azules (con Blessd, Peso Puma e SOG)
- 2023 – Visaje
- 2023 – Hagale pues (con SOG)
- 2024 – Gangsters en la disco (con Pirlo e Ovi)
- 2024 – Exceso (con Sebastian Esquivel e Eugenio Esquivel)
- 2024 – Godiva (con Ovy on the Drums e Myke Towers)
- 2024 – Mírame (con Ovy on the Drums)
- 2024 – Envigado (con Ryan Castro e Zion)
- 2024 – Mela (con Nio García e SOG)
- 2024 – Tequila con cerveza (con Luis Alfonso)
- 2024 – Como un trueno (con Rose Villain)
- 2024 – Casi algo (con Ovy on the Drums)
- 2024 – Deportivo (con Anuel AA)
- 2025 – Argentina (con Alan Gomez, Midel ed Elixir)
- 2025 – Himno de la grandeza
- 2025 – Te canto bajito (con Anuel AA e SOG)
- 2025 – Amista (con Ovy on the Drums)